# Randstad 380 kV

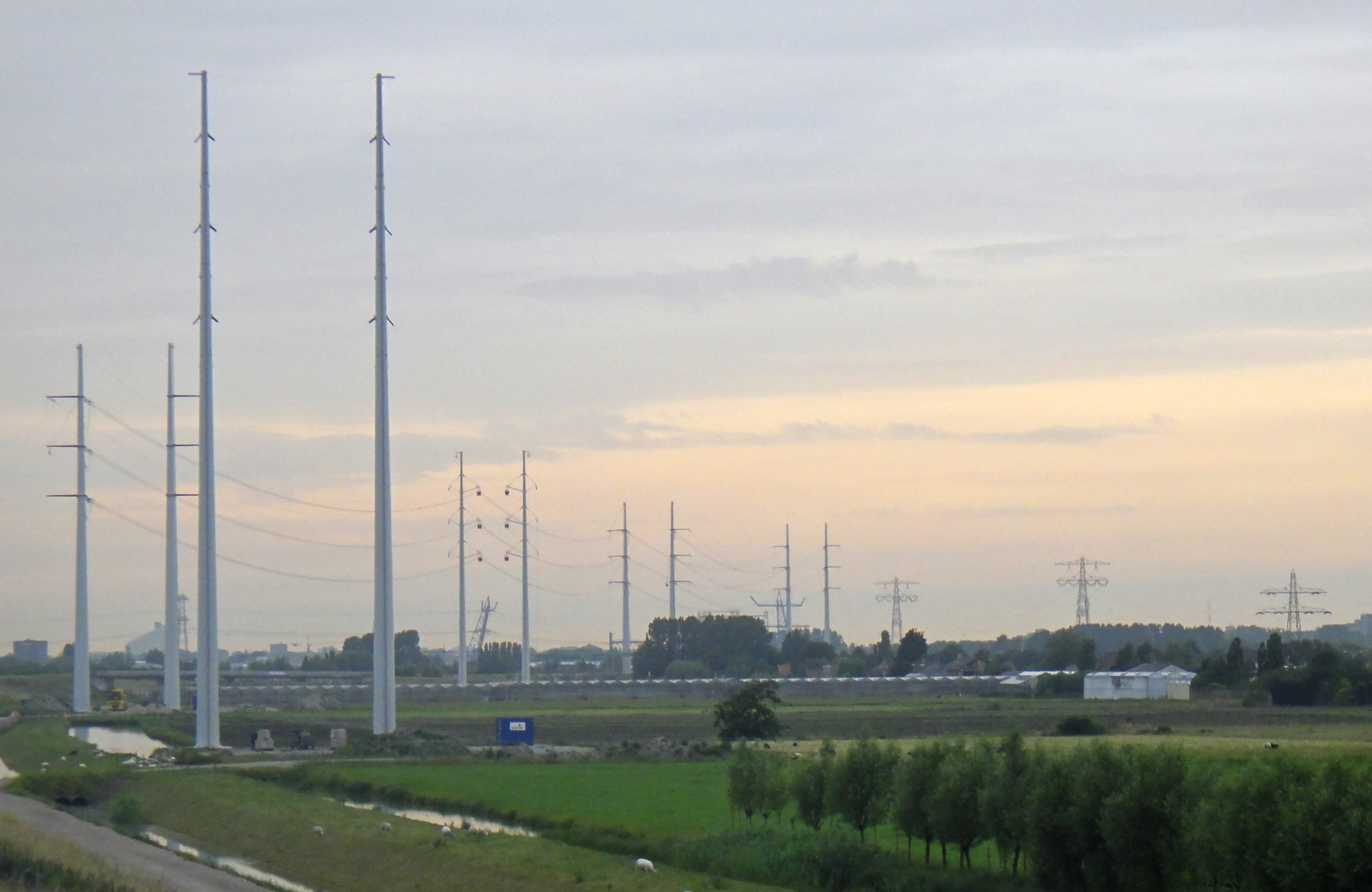
Randstad 380 kV zuidring: 'Wintrack' hoogspanningsmasten in aanbouw, 2012

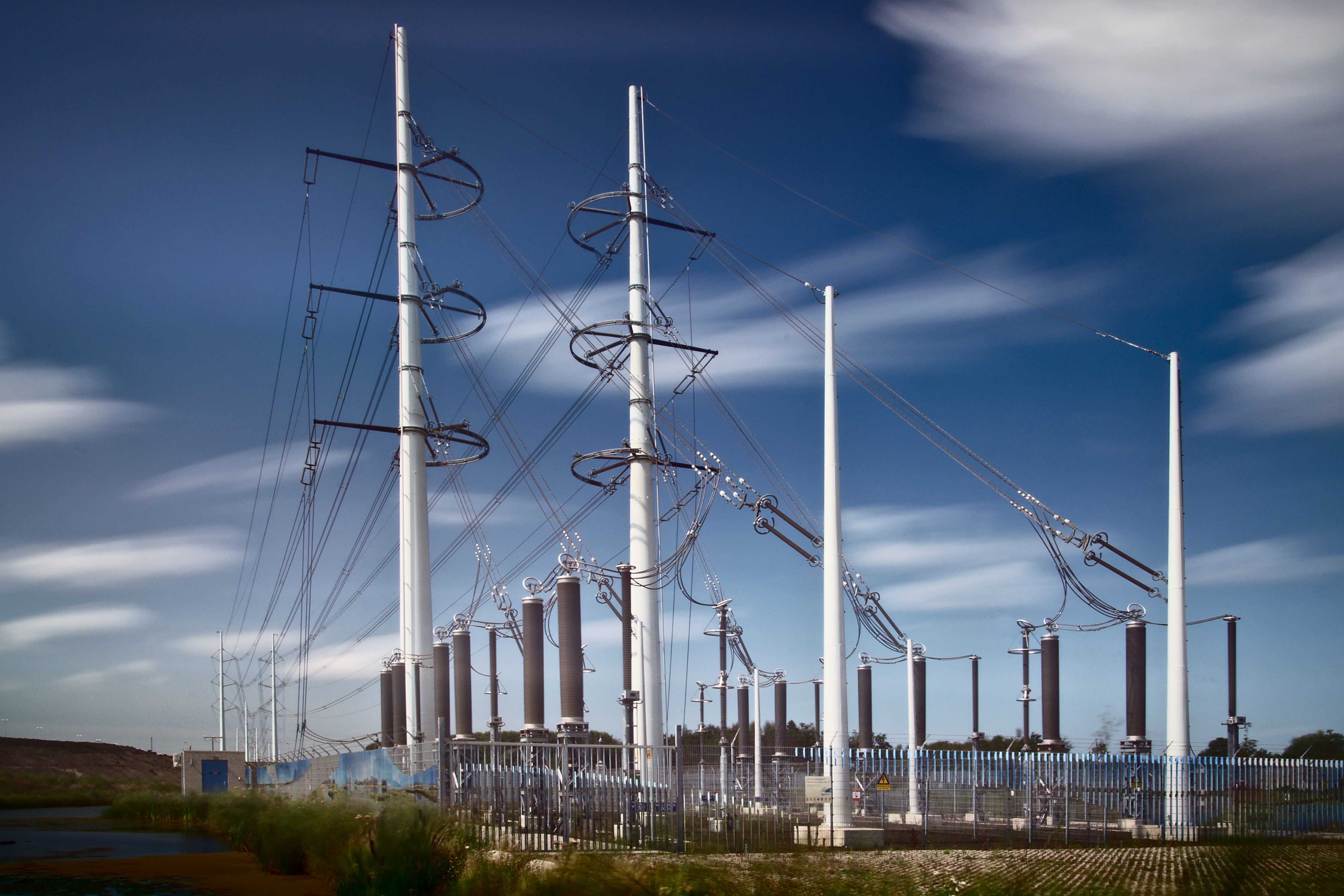
Randstad 380 kV zuidring: opstijgpunt in Tanthofpark, Delft, 2014

Randstad 380 kV is een project van de Nederlandse elektriciteitsnetbeheerder TenneT met als doel de aanleg van een nieuwe 380 kV hoogspanningsleiding in de Randstad. Deze verbinding moet de stroomvoorziening van de Randstad garanderen. Op 7 januari 2008 is de planologische kernbeslissing Randstad 380 kV verbinding van kracht geworden waarmee het Rijk dit project mogelijk maakt. In 2013 is de Randstad Zuidring in bedrijf gesteld, in oktober 2019 werd ook de Randstad Noordring in gebruik genomen.

## Locatie
De verbinding bestaat uit twee ringen, de zuidring en de noordring. De zuidring loopt tussen Wateringen en Zoetermeer. De noordring loopt tussen Zoetermeer en Beverwijk. Ongeveer 20 km, een kwart van het totale tracé, wordt ondergronds aangelegd. Het is uniek in de wereld dat een dergelijke zware hoogspanningsleiding over zo'n lange afstand ondergronds wordt aangelegd.

## Bezwaren

### Gezondheid
Een deel van de omwonenden in de nabijheid van het geplande tracé zijn bang dat de leiding een negatief effect heeft op hun gezondheid. Uit een Brits bevolkingsonderzoek blijkt dat er een mogelijk verband is tussen de aanwezigheid van een hoogspanningsleiding en kinderleukemie, een vorm van kanker. Het Britse onderzoek stelt dat kinderen die geboren zijn binnen 600 meter van een hoogspanningslijn een grotere kans hebben op het krijgen van leukemie, echter geeft ook aan dat dit mogelijk door niet overwogen factoren kan worden veroorzaakt en mogelijk kansgerelateerd is. Een ander onderzoek spreekt over een grenswaarde van 0,1 microtesla als veilige waarde. De overheid houdt nog steeds een grens aan van 0,4 microtesla. De onderzoeken stellen dat er nog geen geaccepteerd biologisch mechanisme is dat de relatie zou kunnen verklaren.
Een andere angst is de mogelijkheid dat fijnstof een elektrische lading krijgt door het elektromagnetisch veld rond de hoogspanningsleiding waardoor dit stof schadelijker is voor de gezondheid dan normaal fijnstof. Hoogspanningslijnen kunnen fijnstof soms wel elektrisch opladen, maar dat is te weinig om het meer dan normaal aan longen, luchtwegen en de huid te laten 'plakken'. Dit concludeert het RIVM
uit een literatuuronderzoek in opdracht van het ministerie van VROM.
Dit is relevant omdat het tracé zowel langs woonwijken als snelwegen (producent van fijnstof) loopt.

### Schiphol
De luchthaven Schiphol maakte bezwaar tegen de aanleg van de nieuwe hoogspanningsverbinding. De lijn zou radiocommunicatie en andere systemen kunnen verstoren en zou meer vogels kunnen aantrekken.